# Joachim Achtelik
Joachim Achtelik (ur. 22 września 1920 w Opolu, zm. 12 lutego 1942 w Rudzie) – członek podziemia, żołnierz AK, artysta malarz.
Urodził się ze związku polskiego Żyda, lekarza dr. Auerbacha i wdowy Agnieszki Achtelik, po mężu Neukirch, zniemczałej Ślązaczki. Mieszkał w nieistniejącej już kamienicy przy obecnej ulicy Janasa w Rudzie. Szkoła oraz polskie środowisko Rudy uczyniły z niego Polaka, gorącego patriotę. Po ukończeniu rudzkiego gimnazjum studiował na krakowskiej Akademii Sztuk Pięknych. Był nieprofesjonalnym malarzem, uprawiał także rzeźbę, muzykę i literaturę. W 1939 r. wojna przerwała studia, które miały być kontynuowane w Paryżu.
Po kampanii wrześniowej skierowany przez Niemców do pracy w kopalni Castellengo w Rokitnicy. Ze względu na znajomość kilku języków (poza niemieckim i polskim także francuski i angielski) został sprowadzony do Krakowa, obejmując funkcję tłumacza w urzędzie gubernatora generalnego. W 1940 Achtelik nawiązał kontakt z placówką Polskich Sił Zbrojnych w Rudzie, którą dowodził ks. Jan Macha. W organizacji powierzono mu funkcję łącznika. Cenniejsze informacje zdobyte w pracy podawał rudzkiej placówce, które następnie były przekazywane do Londynu drogą radiową. Przypuszczalnie Achtelik redagował także kolumnę literacką podziemnego Świtu, wychodzącego w Tarnowskich Górach. Poza tym samowolnie dostarczał Polakom dokumenty wyjazdowe za granicę.
Achtelik został aresztowany 7 września 1941 roku i wraz z innymi członkami podziemia osadzony w więzieniu w Mysłowicach. Sąd SS skazał go za szczególnie niebezpieczną działalność na karę śmierci przez powieszenie w Rudzie, miejscu stałego zamieszkania.
Widział, jak giną na szubienicy Ignacy Nowak oraz Antoni Tiałowski z Goduli.
Został publicznie powieszony przez hitlerowców na słupie oświetleniowym na targowisku dzielnicy. Niemcy sprowadzili na egzekucję setki osób, by pokazać, w jaki sposób rozprawią się ze wszystkimi, którzy będą przeciw nim spiskować. Gdy pętla została założona na szyję Achtelika, ten wypowiedział słowa Jezusa Chrystusa: „Wybaczcie im, bo nie wiedzą, co czynią”. Po tych słowach wszyscy Polacy uklękli, co o mało nie wywołało zamieszek. Achtelik konał około piętnastu minut.
Nie był jedynym straconym. Dwunastu członków podziemia zamordowano w różnych dzielnicach miasta tego samego dnia.
Jest patronem jednej z ulic w dzielnicy Ruda w Rudzie Śląskiej. W miejscu egzekucji znajduje się tablica upamiętniająca śmierć młodego patrioty.